# Beaver Rocks
Die Beaver Rocks sind eine Gruppe von Rifffelsen 3 km vor der Nordküste der Trinity-Halbinsel im Norden der Antarktischen Halbinsel. Sie liegen südöstlich der Canso Rocks auf halbem Weg zwischen dem Notter Point und Kap Kjellman.
Das UK Antarctic Place-Names Committee benannte sie nach den Flugzeugen des Typs DHC-2 Beaver, die vom British Antarctic Survey eingesetzt wurden.